# Szent Mihály-templom (Dunakeszi)
A Szent Mihály-templom Dunakeszi egyik legrégebbi épülete. Budapest felől a 2. sz. főúton érkezve messziről látszik a római katolikus templom két tornya. A templom a Szent Mihály téren található.

## Az Öregtemplom

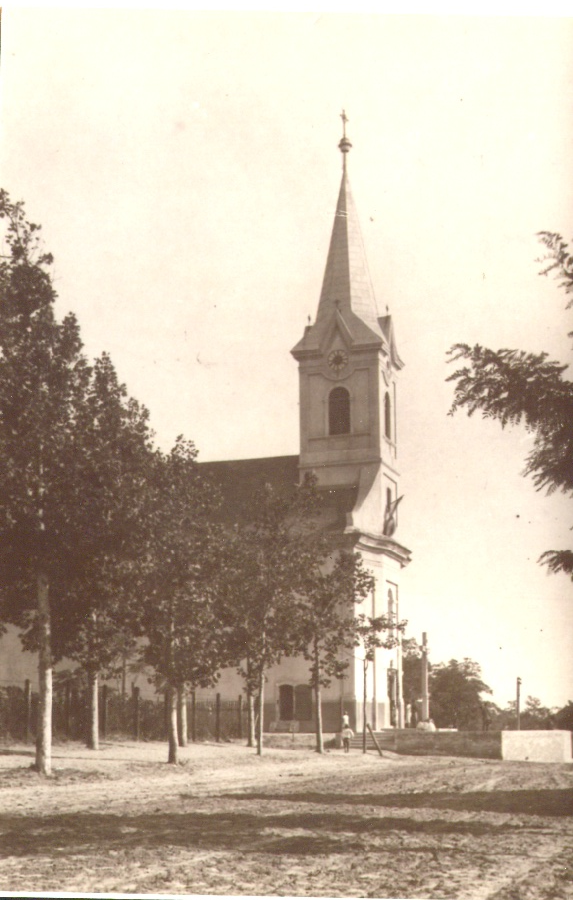
A dunakeszi Szent Mihály-templom az 1890-es években (Révész István Helytörténeti Gyűjtemény, RIHGY VII/99.)

Amikor gróf Grassalkovich (I.) Antal koronaőr lett Dunakeszi ura, aki hamarosan templom építését rendeli el a faluban. Mivel eltérő adataink vannak arra vonatkozóan, mikor épült pontosan a templom (az évszámok 1750 és 1756 között változnak), felszentelésnek idejétől számítjuk születését. Az új, barokk stílusú templomot 1756. szeptember 29-én, Szent Mihály napján szentelték fel az arkangyal tiszteletére, akinek nevét azóta is őrzi. A templom – a korszaknak megfelelően – barokk stílusban épült, egytornyos falusi templom képét mutatta. Az építéskor Dunakeszin működő plébános, Leszkovszky János idején létesült a templom kriptája, és ő hozta létre az első alapítványt is.

### Az öreg Szent Mihály-templom 1756 és 1936 között
Az 1769-ben Dunakeszire kerülő plébános, Manigay György, két nagy, összesen kilenc mázsa súlyú harangot vásárolt, amelyre a pénzt adományokból, illetve egy, külön erre a célra létrehozott adósságalapból biztosította. Ő kezdte meg a település története szempontjából is kiemelkedően fontos Historia Domus vezetését is.
Az 1798-ben érkezett Thury Boldizsár 16 éven át volt a falu plébánosa. Őt 1824 tavaszán Szép Mihály, a hatvani plébános káplánja követte. 1833-ban leszakadt a Szent Mihály-templom 2 mázsa 30 font súlyú második harangja, amelyet a plébános a következő évben pótolni tudott. Az új harang 233 5/8 fontot nyomott, és Pesten Eberhard Henrik harangöntő-mester készített el 132 forint 30 krajcárért. Március 26-án Nádasdy Ferenc püspök Szent Mihály tiszteletére szentelte föl a harangot, amelyet két nappal később emeltek a helyére.
Holló Mihály 1842. január végén foglalta el új állomáshelyét. Lendületesen nekilátott a templom felújításának, amit – nagy többségében – sikerrel véghez is vitt. Holló 1845-ben elhagyta a dunakeszi plébániát, amelytől ekkor csatolták el a palotai, újpesti és káposztásmegyeri filiálékat. Ez, valamint a Grassalkovich család férfiágának kihalása egy időre megpecsételte a dunakeszi templom és plébánia sorsát. A következő nyolcvan évben itt működő plébánosok nem is gondolhattak olyan mértékű felújításokra, mint elődeik.

### Az Öregtemplom külső leírása
A barokk templom egyhajós volt, a hajónál keskenyebb, félköríves szentélyét kelet felé tájolták, fő- és oldalhomlokzatain határozott, profilozott párkányzat futott körbe. A nyugati oldalon a párkány fölé kétszintes torony magasodott, amelynek emeleti oldalain félköríves harangablakok nyíltak, a szögben törő toronypárkányon pedig nyolcszögletű, hegyes, fém toronysisak ült. A lizénákkal (falsáv) három részre tagolt főhomlokzat két szélső szakaszának felülete a toronyhoz képest homorú ívet írt le. A főhomlokzat középtengelyében zárókővel díszített, füleskeretelésű kapu nyílt, fölötte a fotókon félköríves, üres szoborfülke látszik. A szentélyhez dél felől sekrestye csatlakozott, a szentély alatt volt (és van) a kripta.

## Az új Szent Mihály-templom
A 19. század végére egyértelművé vált, hogy az Öregtemplom befogadóképessége nem elegendő. Révész István plébános (1887−1907) már a századfordulón elkezdett foglalkozni egy új templom építésének gondolatával. Az ügy sürgetővé vált az első világháborút követően, amikortól Műhelytelep (ma: Dunakeszi-Gyártelep) lakossága is ide járt misére. Richter Béla (1907−1925) idején a világháború, és az azt követő hiperinfláció akadályozták az építkezést. Dr. Lakatos Kálmán (1925−1935) esperes-plébános a plébánia kertjét szemelte ki egy új, neogótikus stílusú plébániatemplom helyszínének. Az új templom építési költségét Petrovácz Gyula mérnök 350.000 pengőre becsülte, „amitől mindenki megijedt, legfőképp a hívek.”
Lakatos betegsége miatt 1935-ben Fieszl (később Faludi) János (1935−1956) került Dunakeszire plébánosnak, és szinte azonnal felkereste Oszvaldik Gyula építészt, akivel közösen kidolgozta a meglévő templom bővítésének terveit. Úgy döntöttek, hogy a barokk templom déli oldalához „ragasztanak” egy új – ám a régivel teljes stílusegységet mutató – neobarokk templomot. 1935 decemberében Hanauer Árpád István váci püspök engedélyezte a terveket. A költségeket a hívek áldozatkészsége, telkek értékesítése és hitelfelvétel útján biztosították. 1936. május 31-én tették meg az első kapavágást, és – püspöki engedéllyel – a karácsonyi ünnepeket, majd 1937-ben a húsvétot már az új templom vakolatlan falai között ünnepelhették a dunakesziek. Hanauer Á. István váci megyéspüspök 1937. október 10-én szentelte fel az új templomot, a szentbeszédet Bangha Béla jezsuita páter tartotta, Faludi (Fieszl) János plébános címzetes esperesi kinevezést kapott.

### Az új templom külső leírása
A bővítés során a régi templomot – a főhomlokzat kivételével – megőrizték, a déli oldalához hozzáépítettek egy főhajót, és a főhajóval azonos hosszúságú, de keskenyebb mellékhajót. Az így kialakított új épületrészek két szakasszal és a szentélyzónával nyúlnak túl az eredeti templomon, amely innentől fogva a megújult plébániatemplom baloldali mellékkápolnájaként funkcionált.

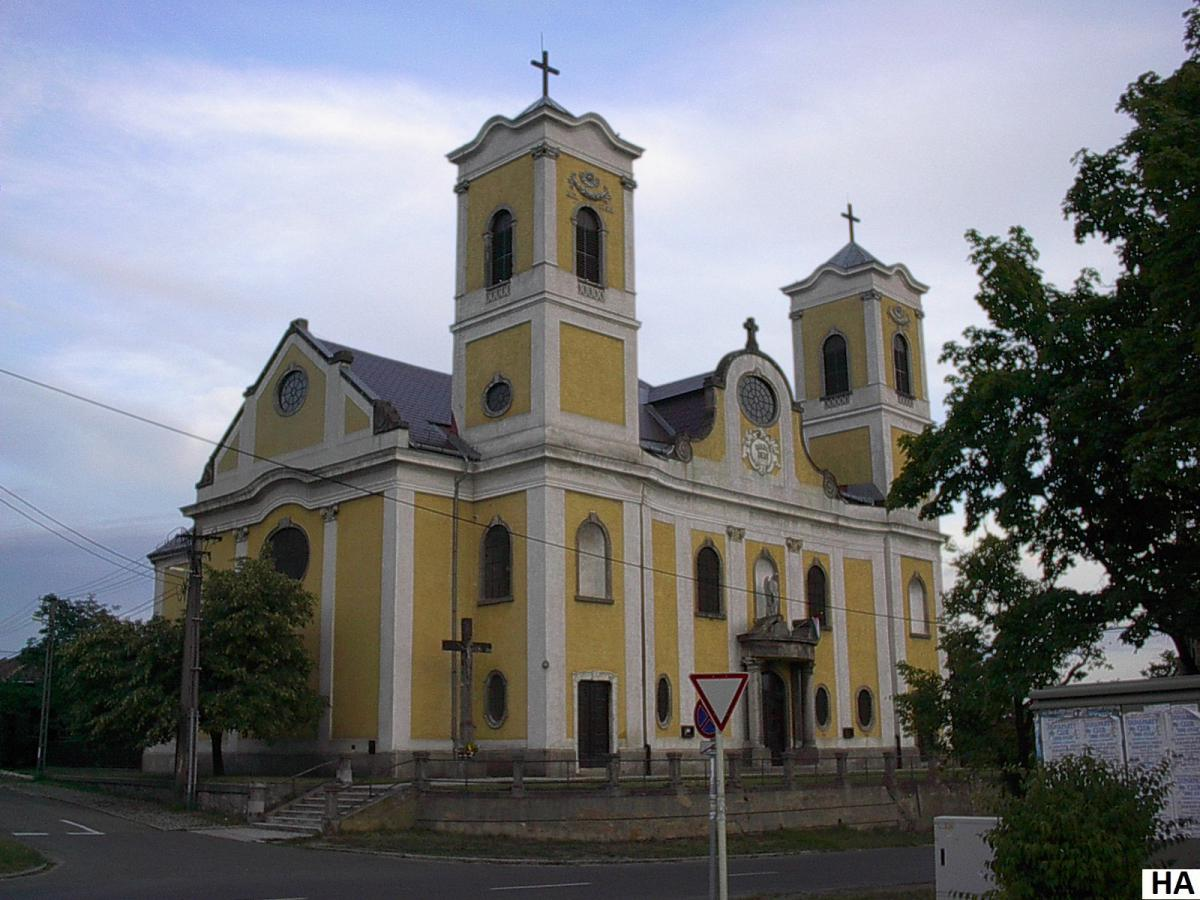
A dunakeszi Szent MIhály-templom (2019) (Révész István Helytörténeti Gyűjtemény, RIHGY FD 193)

Az épületbe nyugat felől egy, a főhomlokzat előtt félköríves támfallal rondellaszerűen kialakított, betonbaluszteres vaskorláttal szegélyezett teraszról lehet bejutni, amelyre északról és délről vezet fel egy-egy lépcsősor. A szabadon álló, két nyugati-homlokzati tornyos neobarokk templom széles főhomlokzatát erőteljes, háromrészes főpárkány osztja két egyenlőtlen részre. A vertikális tagolást középen két ión fejezetű pilaszter, tőlük jobbra és balra pedig két-két lizéna alkotja, amelyek így öt szakaszra osztják a homlokzatot. A középen lévő három szakasz egyenes falfelületű, a két szélső homlokzati szakasz felülete viszont enyhén konkáv, és ezt a finoman megmozgatott homlokzatot fogják közre a kissé előre lépő, háromszintes toronytestek. A földszinten négy darab ovális alakú, füles keretezésű ablak; fölöttük, a középtengely két oldalán lévő szakaszokban egy-egy keretelt, félköríves, záróköves ablak látható. A középtengelyben nyílik a keretelt, kosáríves, záróköves főbejárat, amelyet két toszkán fejezetes falpillér, valamint az eléjük ugratott egy-egy toszkán oszlop fog közre, és ez az oszloppár tartja a kapuzat tört timpanonú, ívesen kiöblösödő párkányzatát. A kétoszlopos portikusz fölötti keretelt, félköríves, záróköves fülkébe Szent Mihály arkangyal lefelé tekintő, kardot tartó szobra került. A főpárkány fölött volutákkal megtámasztott, íves törtvonallal lezárt oromzat húzódik, amelynek középtengelyében felül egy nagyméretű, fekvő ellipszis formájú, keretelt, záróköves ablak nyílik, alatta pedig egy díszes, barokk cartouche látható, pajzsában „Quis ut Deus” (Ki olyan mint Isten?, ez Mihály héber nevének [Mikáel] fordítása) felirattal. A díszes oromzatot egy kőből faragott kereszt koronázza.
A homlokzati toronypárt a főpárkány, valamint egy osztópárkány három szintre tagolja. A nyugati (főhomlokzati) oldalon, a földszinten egy-egy kőkeretes, törtívű, záróköves mellékbejárat nyílik mindkét toronyaljba, a bejáratok fölött pedig tornyonként egy-egy keretelt, félköríves záródású, záróköves, üres szoborfülke árválkodik. A tornyok emeletén a toronytest falsíkjait két-két ión fejezetes sarokpilaszter tagolja. Közöttük mind a négy oldalon félköríves, kőkeretes harangablakok láthatók, áttört oválisokból alakított könyöklő mellvéddel. A nyugati oldalon mindkét tornyon a harangablak fölött füzérdísz és szárnyas puttófej látható. Az északi tornyon a füzérdísz alatt AD 1750, a déli tornyon pedig AD 1936 évszám olvasható. A tornyok tetején az óraíves párkány fölött alacsony, bádogfedésű gúlasisak ül, rajta villámhárítós fémkereszt. Az északi toronytól balra áll az 1869-ben készült ún. Krupp-kereszt, amelyet a dunakeszi révet bérlő Krupp Mátyás maga faragott, és ajándékozott az egyházközségnek.
A templom építésekor a homlokzati tornyok mögötti terek összefűzésével egy tekintélyes méretű előcsarnok jött létre, ami – meglehetősen szokatlan módon – valójában egy kereszthajót alkot az épület nyugati végében. Ez a kereszthajó látványosan túlnyúlik az északi tornyon és az Öregtemplom oldalfalán, ám a déli oldalon már szervesen illeszkedik az újabb épületrészekhez.
A keresztház északi és déli oldalhomlokzatain a főpárkány folytatódik, és a középtengelyben félkörívben felhajlik. Ezeket a homlokzatokat középen két ión fejezetes falpillér, a sarkokon pedig egy-egy falsáv tagolja három szakaszra. A főpárkány fölött sarokvolutás, háromszögű oromzat emelkedik, amelyet két lizéna tagol. Ez a két lizéna túlnyúlik az orommezőn, és megtöri, lépcsőzetessé teszi az egyenlő szárú oromfalat. A keresztház északi és déli oldalhomlokzatain eltérő az ablakkiosztás. A keresztház déli homlokzatának középtengelyében egy fekvő ellipszis formájú, keretelt, záróköves ablakot helyeztek el, fölötte, az orommezőben kisebb méretben megismétlődik ugyanez az ablakforma. A bal oldali falszakasz földszinti részén ovális alakú, füles keretezésű ablak, a jobb oldali falszakasz esetében pedig egy kőkeretezésű, egyenes záródású ajtó, az ún. „Levente-ajtó” látható.
A templom további oldalfalait végig lizénák tagolják. Az Öregtemplom falmagassága megegyezik a főhajóéval, a déli oldali mellékhajó viszont alacsonyabb, így a főhajó oldalfala a mellékhajó tetőzete fölé emelkedik. A belül félköríves szentély kívül a tizenkétszög öt oldalával záródik. A déli oldalon a szentélyhez négyzet alaprajzú sekrestye kapcsolódik, déli oldalfalán kőkeretes, félköríves, zárókő nélküli ajtóval, valamint egy kisebb és egy nagyobb méretű ablakkal. Az épületen kőlábazat fut körbe, amelynek északi oldalán még látszanak az 1944. decemberi szovjet aknatűz repesznyomai. A templomot – a déli oldalhajó kivételével – nyeregtető fedi, amely a szentély felől kontyolt. Az oldalhajó fölött féltető van.

### A Szent Mihály-templom belseje
A főbejáraton belépve a két torony között húzódó – az orgonakarzat alatt lévő – sík lefedésű előtérbe jutunk, ahonnan egy kis, kőkeretes ajtón keresztül lehet megközelíteni a karzatot és a déli harangtornyot. A szűk előtérből három nagyméretű, kosáríves záródású ajtó nyílik a kereszthajóvá szélesedő impozáns előcsarnokba, amelynek északi része tulajdonképpen az öregtemplomi rész első szakasza, csehboltozattal lefedve; déli részét pedig egy negyvenöt fokkal elforgatott harántdonga borítja. Az orgonakarzat hajlított ívben előreugró mellvédjének közepén az egyházzene védőszentjének, Szent Cecíliának a domborműve látható, ami a templom hajdani kántora (Bajnok Géza) és építtető plébánosa (Faludi (Fieszl) János) megrendelésére készült, 1937-ben. Az előcsarnokba belépve Krasznai (Krausz) Lajos, a kiváló egyházi szobrászművész 1962-ben készített Szent Rita szobra fogadja a látogatót, az előcsarnok leckeoldali részén Szent Antal és Szent Imre szobrai állnak. Az előcsarnok déli falán, régi templomi zászlók között látható az épület legszebb műtárgya, az Öregtemplom hajdani főoltárképe, a híres osztrák festő, Josef Plank (1815−1901) Szent Mihályt ábrázoló olajfestménye, a XIX. század közepéről (a templom 100 éves ünnepén került ide). Nyugat felé gyóntatóhelyiség nyílik, kelet felé pedig egy hatalmas félköríves nyíláson keresztül tudunk átmenni az előcsarnokból a déli mellékhajóba.

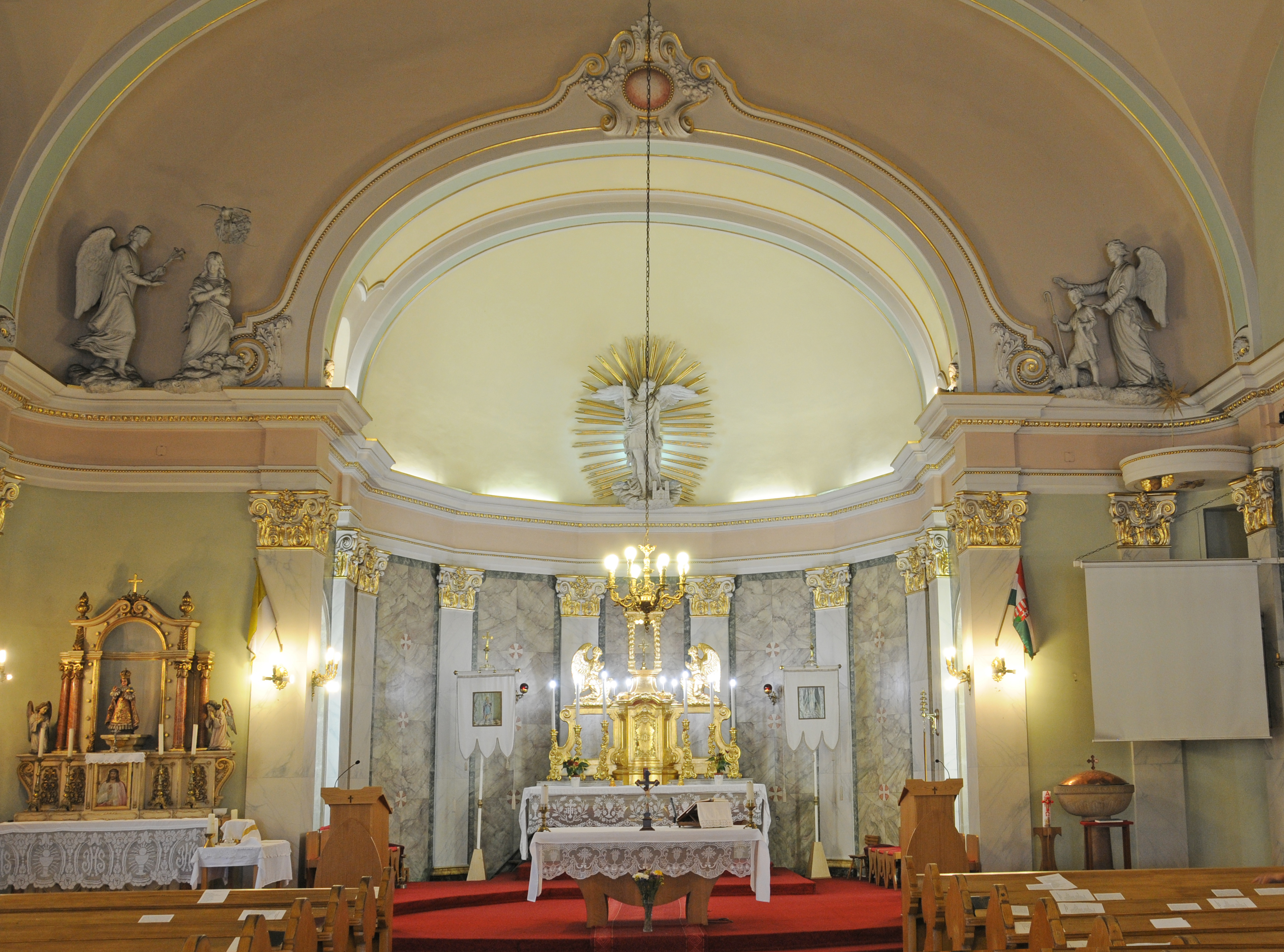
A dunakeszi Szent Mihály-templom apszisa (2019) (Révész István Helytörténeti Gyűjtemény RIHGY FD 194)

Az épület északi traktusa az ún. Öregtemplom, amelynek ovális alakú, kétszakaszos hajóját kupolaboltozat fedi le, falait pedig toszkán pilaszterek tagolják. Nyugati végében egy félköríves nyílású karzat látható, amelynek ívesen kihasasodó mellvédjét füzérdíszes cartouche díszíti, alatta kosáríves ajtó nyílik az északi toronyaljba. Az ajtó közelében helyezték el Szent Erzsébet és Kis Szent Teréz szobrait. Az első szakasz északi oldalán áll a Jézus Szíve-oltár, Krisztus nagyméretű szoboralakjával. Az oltár mellett Krasznai (Krausz) Lajos 1960-as Fájdalmas Istenanya szobra látható, amelyet Michelangelónak a római Szent Péter-bazilikában álló Pietája ihletett. A szemben lévő oldalon valamikor 1958 előtt egy Lourdes-i barlangot alakítottak ki Mária, és az előtte térdelő Szent Bernadett alakjával. Az Öregtemplom apszisában lévő oltáron a gyermek Jézust karjában tartó Szent József nagyméretű szobra áll. Fölötte, a szentély félkupolájában Krasznai (Krausz) Lajos 1961-ben készült, Atyaistent ábrázoló szobra látható. A széttárt karú, szakállas főalak egy puttókkal övezett felhőből emelkedik ki, és fentről tekint le a Szent Család fejére, akire mintegy rábízza a kis Jézust. Az oltár két oldalán két puttó lebegve adorál a jelenetnek. Az Atyaisten ábrázolásának mintája Michelangelónak a szárazföld és a víz szétválasztását ábrázoló mennyezetfreskója a római Sixtus-kápolnában.
A főhajó fiókos dongaboltozattal fedett belsejét kagylómotívummal díszített, kosáríves haránthevederek osztják boltszakaszokra. Díszes belső párkányzata végigfut az oldalfalakon, és a főhajónál keskenyebb szentély falán. Noha az apszis belső fala félköríves, a párkányzat követi a szentély külsejének poligonális jellegét, és így a tizenkétszög öt oldalával záródik. A szentély párkány alatti falának festése márványhatású, és tizenkét kereszt jelöli azokat a helyeket, ahol a templomszentelés során a püspök krizmával megkente a falakat. A főhajót egy sarokvolutákkal és kúszólevéllel díszített, kosáríves záródású, díszes barokk cartouche-sal koronázott kettős diadalív választja el a szentélytől, ennek közepén helyezkedik el a templom főoltára. A koporsó alakú stipesen (az oltár tömb vagy szarkofág alakú alsó részén) lévő oltárfelépítmény kisebb részt carrarai márványból, nagyobbrészt műkőből készült, és szinte az egész felületét aranyozás borítja. A díszes, neobarokk szentségház fölé csavart oszlopos baldachin került, ami lényegében Giovanni Lorenzo Bernini híres, a római Szent Péter-bazilikába készített Baldacchinójának, és egyben az 1938-as Eucharisztikus Világkongresszus oltárának kicsinyített másolata. A baldachin alá egy feszületet helyeztek, két oldalt pedig egy-egy nagyméretű, térdelő angyal adorál Krisztusnak és az Oltáriszentségnek. Az oltáron hat darab neorokokó gyertyatartó látható. A korábbi egyszerű műkő oltár átépítése és kiegészítése Krasznai (Krausz) Lajos 1957. évi munkája, az aranyozást Wohlmuth Nándor pesti aranyozó mester végezte 1958-ban. A diadalívtől balra, az evangéliumi oldalon látható a Prágai Kis Jézusnak szentelt oltár, a híres kegyszobor másával. Az oltár és a szobor a Miasszonyunkról Nevezett Kalocsai Iskolanővérek dunakeszi zárdájából került a templomba, a rend 1950-es feloszlatását követően. A diadalívtől jobbra, a leckeoldalon függ a márványhatású, festett szószék, amelynek mellvédjét hársfából faragott Jó Pásztor-ábrázolás és evangélista szimbólumok díszítik, hangvetőjén pedig a szentlélek galambja és egy szárnyas puttófej látható. A szószék díszítései Németh Kálmán kisalagi szobrászművész munkái 1959-ből. A hangvető fölött betlehemi csillag ragyog, a szószék alatt pedig egy nagyméretű, kehely alakú, műkő keresztelőkút áll.

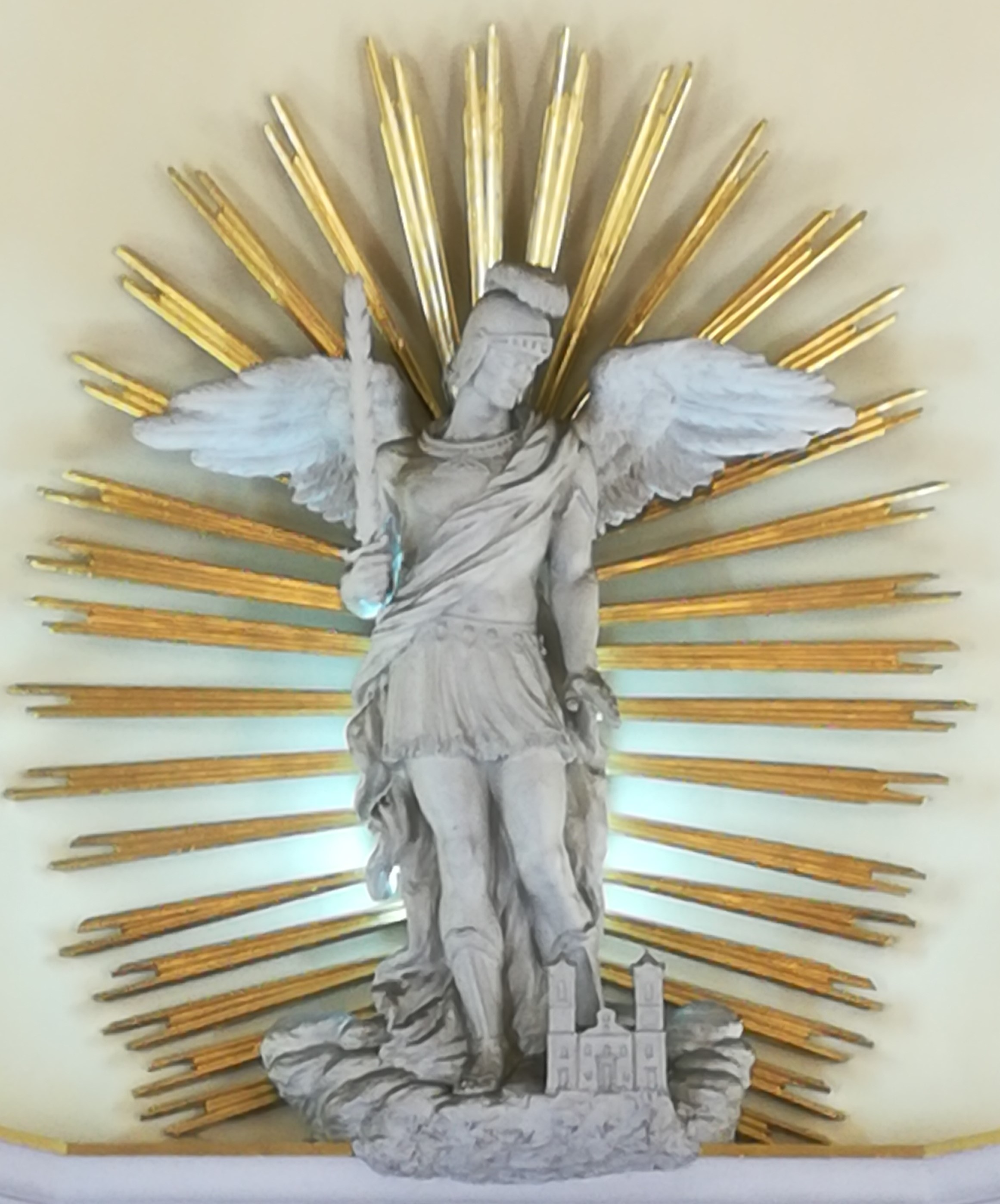
A dunakeszi Szent Mihály-templom Szent Mihály szobra (2019) (Révész István Helytörténeti Gyűjtemény, RIHGY FD 199)

Az épület különlegességének számít a keleti oldal párkányzatára helyezett három monumentális szoborcsoport, amely a hazai templomdekorációk között elsőként − és valószínűleg máig egyedülálló módon − közösen ábrázolja a három bibliai főangyalt, és azok küldetését. Az apszis fölötti félkupolában dicsfénnyel övezve áll a párkányzaton a templom védőszentje, a római jellegű katonai öltözetet viselő Szent Mihály arkangyal, aki a jobbjával lángpallost markol, balját pedig védelmezőn a lábánál lévő dunakeszi templom kicsinyített makettje fölé tartja. A diadalívtől balra, az evangéliumi oldalon, fent az „Angyali üdvözlet” jelenetét láthatjuk, Gábriel arkangyallal, a térdelő Szűz Máriával és fölötte a Szentlélek galambjával. A diadalívtől jobbra, a leckeoldalon lévő kompozíció az ifjú Tóbiást és Rafael főangyalt ábrázolja Médiába tartó vándorútjuk során. Rafael az ábrázoláson őrzőangyalként jelenik meg, aki vigyázza Tóbiás lépteit, az ifjú bal kezében pedig ott látjuk a Tigris folyóból kifogott csodálatos halat. A jelenet hagyományos ikonográfiájának része a kutya is, ami jelen esetben egy gazdájára tekintő hosszúszőrű puli. Mindhárom szoborcsoport Krasznai (Krausz) Lajos 1961. évi munkája. Szent Mihály főangyal szobrát özv. Tóth Jánosné készíttette, azon alkalomból, hogy leánya, Tóth Mária negyven éves tanítói szolgálat után nyugdíjba vonult. A másik két kompozíció költségeit a hívek fedezték.
A főhajótól egy beüvegezett, kosáríves árkádsor választja el a jobb oldali mellékhajót, amelynek keleti vége beletorkollik a sekrestyébe, ahonnan lejárat nyílik a 2000-es években kialakított urnatemetőbe. A mellékhajó lefedése keresztboltozatos, a boltszakaszokat kosáríves haránthevederek tagolják. Oldalfalain indul a stációdomborművek sorozata, amely az előcsarnokban folytatódik, és az Öregtemplomban ér véget.

### Festett üvegablakok
Az orgonakarzat nyugati falán két nagyméretű, félköríves ablak nyílik: a leckeoldalon Alexandriai Szent Katalint láthatjuk attribútumával, a kerékkel; az evangéliumi oldalon Krisztus alakja tűnik fel, mellkasán a töviskoszorúval körbefont, lángoló Szent Szívvel. Az utóbbi ablak alján felirat: „Czigler Gyula adománya 1941.” Az előcsarnok déli falán lévő nagyméretű, ellipszis alakú üvegablakot 1959-ben készítették a Mohay testvérek Budapesten, a templom plébánosának megrendelésére. Felirata: „X. Pius pápa szentté avatása emlékére. Dr. Vas Gyula esperes plébános.” Az ablak középmezejében az 1954-ben kanonizált egyházfő félalakos portréja látható. Az Öregtemplom első szakaszának északi falán, a Jézus szíve oltár fölötti ellipszis alakú ablakon Szent Mihály főangyal, kezében pallossal és mérleggel. Felirata: „Az Eucharisztikus kongresszus emlékére 1938-ban Fieszl János plébános.” A második szakasz északi falán lévő félköríves ablak felső részén barokk cartouche-ban az eucharisztia szimbólumai jelennek meg: kehely, fölötte IHS feliratú, dicsfénnyel övezett ostya, két oldalt szőlővessző és három búzakalász. Alul felirat: „Rózsa család emlékére 1941.”

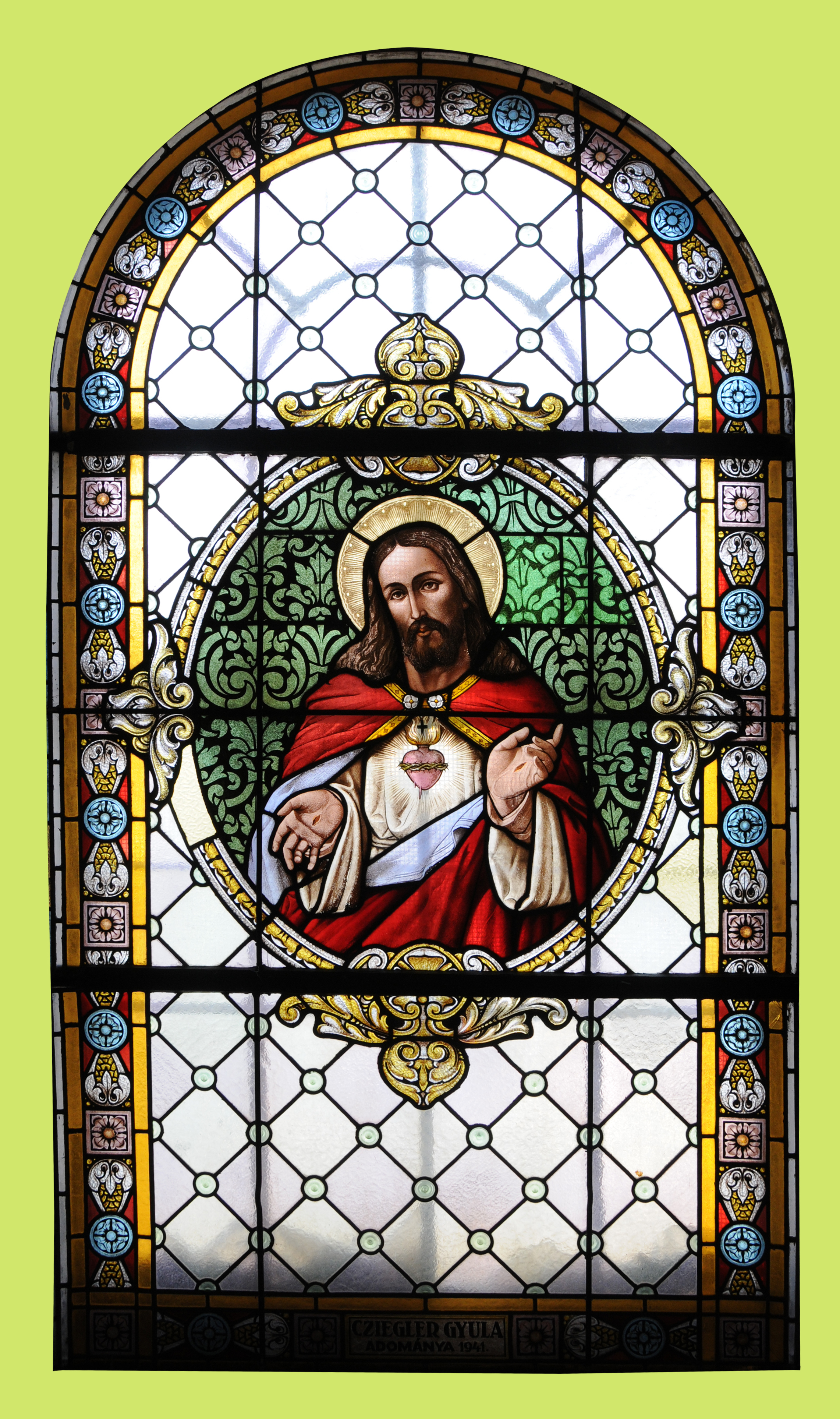
A dunakeszi Szent Mihály-templom festett üvegablaka (2019) (Révész István Helytörténeti Gyűjtemény RIHGY FD 200)

A főhajó északi falán lévő első, félköríves záródású ablak felső részén, cartouche-ban Krisztus szimbólum: fiókáit vérével tápláló pelikán. Alul felirat: „Sipos család emlékére 1941.” A második félköríves záródású ablak felső részén, cartouche-ban alfa és ómega között Krisztogram. Alul felirat: „Blaskó Vincéné Kurucz Teréz emlékére 1941.” Az ablakon jelzés jobbra lent: „Palka József aranykoszorus üvegfestő m. Budapest.” Fölöttük ellipszis alakú ablakok. Az elsőn Szentháromság ábrázolás, fent felirat: „Tarcsai család emléklére.” A másodikon Krisztus tőrrel átszúrt, lángoló szíve virágkoszorúval átfonva. Felirata: „Özv. Tóth Jánosné adománya.” A stílushasonlóság miatt valószínű, hogy a templom északi oldalán lévő mindhárom félköríves ablakot Palka József készítette. A főhajó déli oldalán a gádorfalon három ellipszis alakú festett üvegablak látható. Az oltár felé haladva az elsőn eucharisztikus szimbólum: IHS rövidítés előtt paténa és mannafürt. Fent felirat: „Felajánlotta Sipos János és neje László …” (A keresztnév hiányzik.) A második ablak témája szintén az Oltáriszentség: papi karinges kezek az ég felé emelik a Szentostyát. Felirat: „Csányi József családja adománya.” A harmadik ablakon lángoló Krisztusszív töviskoszorúval átfonva. Felirata: „Veres János hősi halott emlékére.” A szentély északi oldalán kis kör alakú ablakon Mária monogram csillagkoszorúban. Felül felirat: „Thieme család adománya.”
A jobb oldali mellékhajót három nagyméretű, félköríves záródású ablak világítja meg. Az oltár felé haladva az első ablak felső részén barokk cartouche-ban a pápai tiara látható a kulcsokkal. Alul felirat olvasható: „Egy édesapa emlékére. Tóth István és M. Tóth Katalin emlékére.” A második ablak felső részén Isten báránya fekszik a hétpecsétes könyvön. Alul felirat: „Pusztai Istvánné Csitai Katalin adománya 1941.” Jobbra lent jelzés: „Palka József aranykoszorus üvegfestő m. Budapest.” A harmadik ablak felső részén Mária monogram csillagkoszorúba foglalva. Alul felirat: „Rózsafüzér társulat adománya.” A mellékhajó két évszám nélküli, félköríves záródású ablakát Kopp Ferenc fóti iparművész készítette 1958-ban. Az alagi lőszerraktár 1952. szeptember 8-ai robbanása súlyos károkat okozott a Szent Mihály-templom déli oldalának üvegablakaiban, ezért volt szükség az ablakok újra készítésére és javítására az ötvenes években.

### Az orgona
A Szent Mihály-templom eredeti orgonáját a Rieger cég gyártotta (Rieger Op. 372), és 1893-ban vásárolta az egyházközség 1600 forintért. A műemlék hangszer 2010 óta a terézvárosi Ávilai Nagy Szent Teréz plébániatemplomban szolgálja a híveket. A templom jelenlegi orgonáját Baróti Istvánnak, az esztergomi bazilika orgonistájának tervei alapján, a dunakeszi BKM Orgonaüzemben készítették 2009‒2010-ben. A csúszkaláda rendszerű, kétmanuálos, huszonkét regiszteres hangszer homlokzatát három ovális pajzs díszíti, a középsőn a sárkányt legyőző Szent Mihály, az evangéliumi oldalin az orgonán játszó Szent Cecília domborművével, a leckeoldalin A. D. MMX évszámmal.

### A kripta
A templom északi falán fehér márványtábla hirdeti, hogy az Öregtemplom kriptájában három dunakeszi plébános Leszkovszky János (mh. 1769), Manigay György (mh. 1785) és Thury Boldizsár (mh. 1815) nyugszik, továbbá ide temették el a borosjenői Kádár család máramarosi ágából származó Kádár Istvánt és négy családtagját is. A kripta nem látogatható, lejáratát nem tudni pontosan mikor (és miért) szüntették meg.

### A harangok

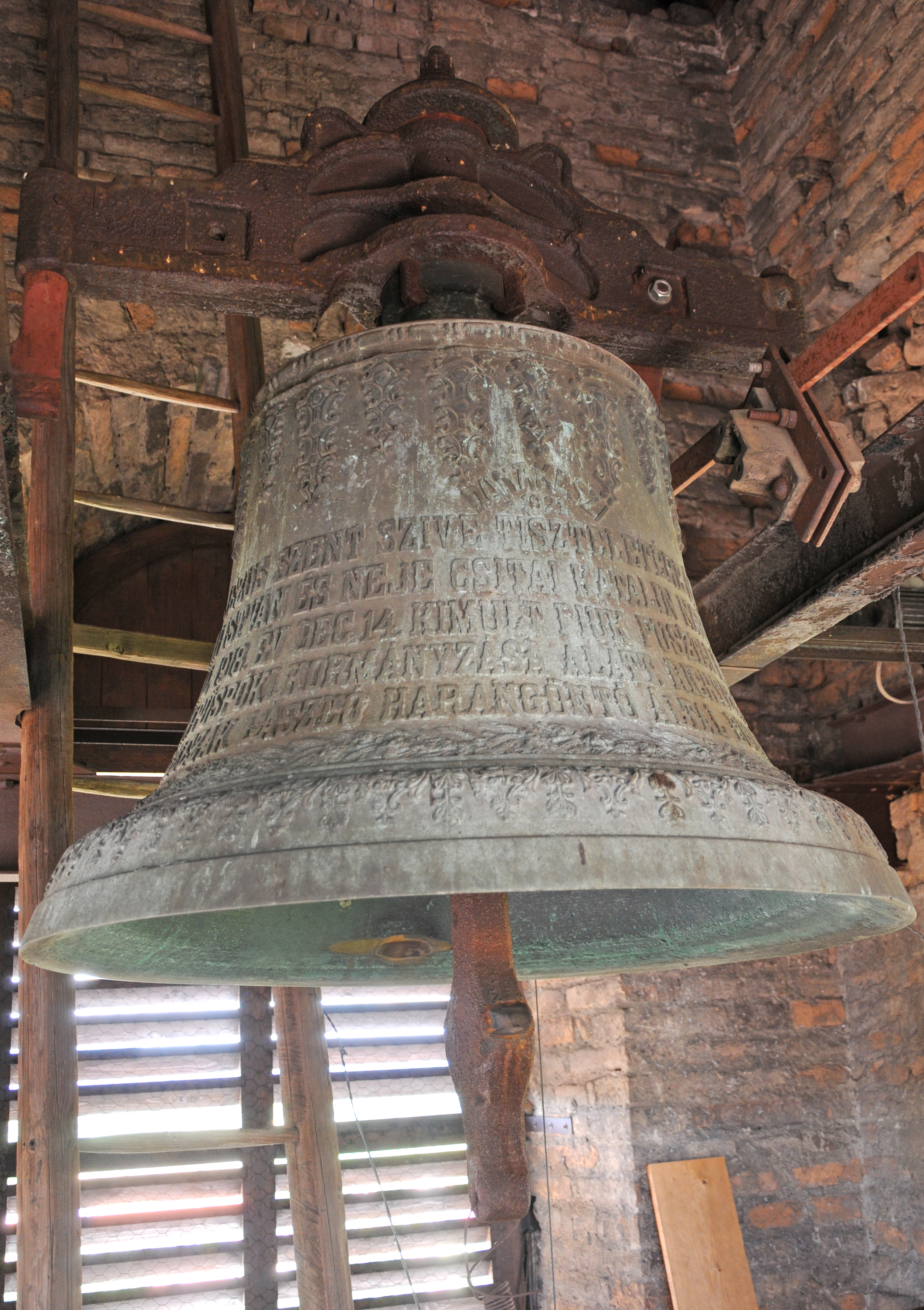
A dunakeszi Szent Mihály-templom nagyharangja (2017) (Révész István Helytörténeti Gyűjtemény, RIHGY FD 203)

A templomnak 2019-ben három harangja van, mindhárom az északi toronyban lakik. Az 528 kg-os, 100 cm alsó átmérőjű, G1 alaphangú nagyharangot Szlezák László öntötte 1921-ben, Budapesten. Felirata: „Dunakeszi 1921.” „Jézus szent szíve tiszteletére öntetett N[agy] Pusztai István és neje Csitai Katalin nagylelkű költségén erőszakos halállal 1918. év. dec. 14. kimult fiuk Pusztai Márton jámbor emlékezetére, Hanauer István püspöki kormányzása alatt, Richter Béla plébános idejében, Szlezák László harangöntő által Budapesten 1921.” A 155 kg-os, 66 cm alsó átmérőjű, D2 hangú lélekharang vagy Szent József-harang 1988-ban készült. Felirata: „Isten dicsőségére ujra öntették a dunakeszi római katolikus egyház hívei 1988-ban, Szent István évében Gombos Miklós által Őrbottyánban.” A harang túloldalán a gyermek Jézust karjában tartó Szent József domborműve látható. Az újjáöntött harangot 1988. november 27-én Marosi Izidor váci megyéspüspök áldotta meg. A 255 kg-os, 78,5 cm alsó átmérőjű, C2 hangú középső harang vagy Mária-harang felirata: „II. János Pál pápa látogatásának évében öntették a dunakeszi r.k. hívek Gombos Lajos harangöntő mesterrel Őrbottyánban 1991-évben.” A másik oldal felirata: „Béke királynője könyörögj érettünk!” A felirat fölött Immaculata dombormű látható.